# ツインズ・オーステルハウト
ツインズ・オーステルハウト（蘭: Twins Oosterhout）は、オランダの北ブラバント州オーステルハウトを拠点とする野球チーム。ホーフトクラッセ所属。

## 概要
野球部門とソフトボール部門から成るスポーツクラブ。
日本人選手の受け入れに積極的で、2021年には日本の茨城アストロプラネッツと業務提携を締結した。

## 歴史
- 1969年8月10日 - サッカークラブ「TSC（オランダ語版）」の野球部門として創設。
- 1976年 - ツインズとしてTSCから独立。
- 1994年 - ホーフトクラッセに初昇格。
- 2016年 - 元阪神タイガースの上園啓史が入団。
- 2021年 - 茨城アストロプラネッツと業務提携を締結。

## 日本との繋がり
日本球界との交流に積極的で、2016年に元阪神タイガースの上園啓史が入団して以降、毎年のように日本人選手を受け入れている。シーズン終了後には日本総領事も出席する恒例イベント『JAPAN DAY』を開催している。
2021年には日本のBCリーグに所属する茨城アストロプラネッツと業務提携を締結し、球団間での選手・スタッフの人材交流プログラムを開始した。
尚、元福岡ソフトバンクホークスのリック・バンデンハークがキャリアをスタートさせたのもツインズである。

## 所属選手
2023年シーズン現在

### 日本人選手
- 上園啓史 (2016)
- 中島彰吾 (2018)
- 吉村裕基 (2019)
- 河内山拓樹 (2020)[注 1]